# Maxime Kerstholt
Pour les articles homonymes, voir Kerstholt.
Maxime Kerstholt née le 24 février 1996, est une joueuse de hockey sur gazon néerlandaise. Elle évolue au poste d'attaquante au Pinoké et avec l'équipe nationale néerlandaise.

## Carrière
Elle a fait ses débuts en équipe première à Cadix lors d'un match amical contre l'Espagne, le 23 janvier 2017.

## Palmarès
- : 3e aux Jeux olympiques de la jeunesse en 2014
- : 2e à la Coupe du monde U21 2016
- : 1re au Champions Trophy 2018[3],[4]
- : 2e à la Ligue professionnelle 2021-2022